# Singletový stav

Příklady atomů v singletovém, dubletovém a tripletovém stavu.

Singletový stav je pojem v kvantové mechanice, který označuje systém, v němž jsou všechny elektrony spárovány. Původně se tak označovala skupina propojených částic, jejichž celkový úhlový moment je roven nule, takže celkové spinové kvantové číslo je {\displaystyle s=0}. Důsledkem toho je, že se ve spektru vyskytuje pouze jedna spektrální čára. Na rozdíl od toho má dubletový stav jeden nespárovaný elektron a spektrální čáry jsou zdvojeny a tripletový stav má dva nespárované elektrony, přičemž jsou spektrální čáry ztrojené.

## Historie
Singletové, dubletové a tripletové stavy se často objevují v atomové a jaderné fyzice, pokud je potřeba určit celkový spin několika částic. Jelikož jsou jedinými známými elementárními částicemi s nulovým spinem Higgsovy bosony, tak se singlety obvykle skládají z částic s nenulovými spiny.
Označení pojmem singletový stav se používá i u systémů, jejichž matematické vlastnosti jsou podobné nebo stejné jako je úhlová hybnost spinových stavů, i když v nich není zahrnut tradiční spin. V počátcích kvantové fyziky byl vyvinut koncept izospinu za účelem popisu podobností mezi protony a neutrony. Protony a neutrony se uvnitř jader atomů často chovají, jako kdyby šlo o jediný druh částice, nukleon, ve dvou stavech. Pár proton-neutron se tak popisuje jako dublet, a hypotetický nukleon jako se spinu podobným dubletovým kvantovým číslem {\displaystyle I_{3}={\tfrac {1}{2}}}, které odlišuje tyto dva stavy. Neutron se tak stává nukleonem s izospinem {\displaystyle I_{3}(n)=-{\tfrac {1}{2}}} a proton nukleonem s izospinem {\displaystyle I_{3}(p)=+{\tfrac {1}{2}}}. Izospinový dublet má matematickou strukturu typu SU(2) jako {\displaystyle s={\tfrac {1}{2}}} dublet. Tato raná částicová fyzika zaměřená na nukleony byla později nahrazena fundamentálnějším kvarkovým modelem, ve kterém se protony a neutrony popisují jako vázané systémy tří kvarků. Analogii izospinu lze použít i u kvarků.
Přestože se u stavů úhlové hybnosti terminologie singletového typu používá zřídka, tak byla historicky užitečná k popisu větších skupin částic, které mají podobné některé vlastnosti a mohou být odlišeny pomocí kvantových čísel. Tato terminologie se například používá pro popis devítičlenných „nonetů“ pseudoskalárních mezonů.

## Příklady
Nejjednodušší možný singletový stav dvou fermionů je takový, ve kterém mají tyto částice navzájem opačné spiny.
Nejjednodušší vázaná dvojice částic v singletovém stavu je pozitronium, které se skládá z elektronu a pozitronu spojených opačnými elektrickými náboji; elektron a pozitron zde mohou mít shodně i opačně orientované spiny, čímž se liší od pozitronia se spinem 1 nebo tripletovým.
Nevázaný singlet obsahuje dvě částice dostatečně malé na to, aby se u nich projevovaly kvantové jevy (například subatomární částice, atomy či malé molekuly), které nemusí být stejného druhu, pro které platí tyto podmínky:
1. Jejich spiny jsou stejně velké.
2. Současné hodnoty spinu pochází z jediné definované kvantové události (vlnové funkce).
3. Původní vlnová funkce má k částicím takový vztah, že jejich úhlové hybnosti jsou nulové, takže když jsou detekované, tak k zachování jejich úhlových hybností musejí být spiny plně opačně orientované.
4. Jejich spinové stavy zůstaly od původní kvantové události nenarušeny, takže jejich stav nebyl pozorován nikde jinde ve vesmíru.

Pár může mít jakékoliv hodnoty spinu, ovšem kvantové provázání bude nejsilnější, pokud bude velikost spinu nejmenší možná, nejvýraznější efekt se objevuje u částic se spinem ½ (jako jsou elektrony a pozitrony). Původní myšlenkové experimenty týkající se nevázaných singletů obvykle vedly k použití dvou antiparalelních elektronů se spinem ½. Skutečné experimenty však byly zaměřeny na dvojice fotonů se spinem 1. Vzhledem k jejich vyšším spinům je efekt provázání slabší, fotony se však snadněji vytvářejí v korelovaných párech a obvykle se také snadněji udržují v nenarušeném kvantovém stavu.

## Singletové a provázané stavy
Částice v singletových stavech nemusejí být navzájem provázané; například pokud jsou spinové stavy dvou elektronů korelované s jejich emisemi z jediné kvantové události zachovávající úhlovou hybnost, tak elektrony zůstávají ve sdíleném singletovém stavu i tehdy, když se jejich oddělenost v prostoru zvyšuje, kdy pouze jejich úhlové hybnosti zůstávají kvantově nenarušené. V Diracově notaci se singletový stav nezávislý na vzdálenosti obvykle popisuje takto:
{\displaystyle {\frac {1}{\sqrt {2}}}\left(\left|\uparrow \downarrow \right\rangle -\left|\downarrow \uparrow \right\rangle \right).}
Možnost existence prostorově rozšířených singletových stavů má historický i filosofický význam, protože jejich pomocí bylo experimentálně objeveno kvantové provázání.